# Famille Tyszkiewicz

Armes des Tyszkiewicz.

La famille Tyszkiewicz (prononcer Tychekiévitch) est une famille de la haute noblesse polonaise dont les origines remontent à des ancêtres magnats de Ruthénie à l'époque du grand-duché de Lituanie. Leur noblesse a été confirmée en Pologne, sous le régime de la république des Deux Nations, et dans l'Empire russe. Sigismond II de Pologne leur a donné le titre de comte au XVIe siècle, titre reconnu — en plus de leur noblesse antérieurement — par l'Autriche-Hongrie à la fin du XIXe siècle, et par l'Empire russe en 1902.
L'ancêtre, Tysza (ce qui se traduit « Timothée »), appartenait à la famille des Kalenik ou Kalenicki au XVe siècle.

## Propriétés et domaines

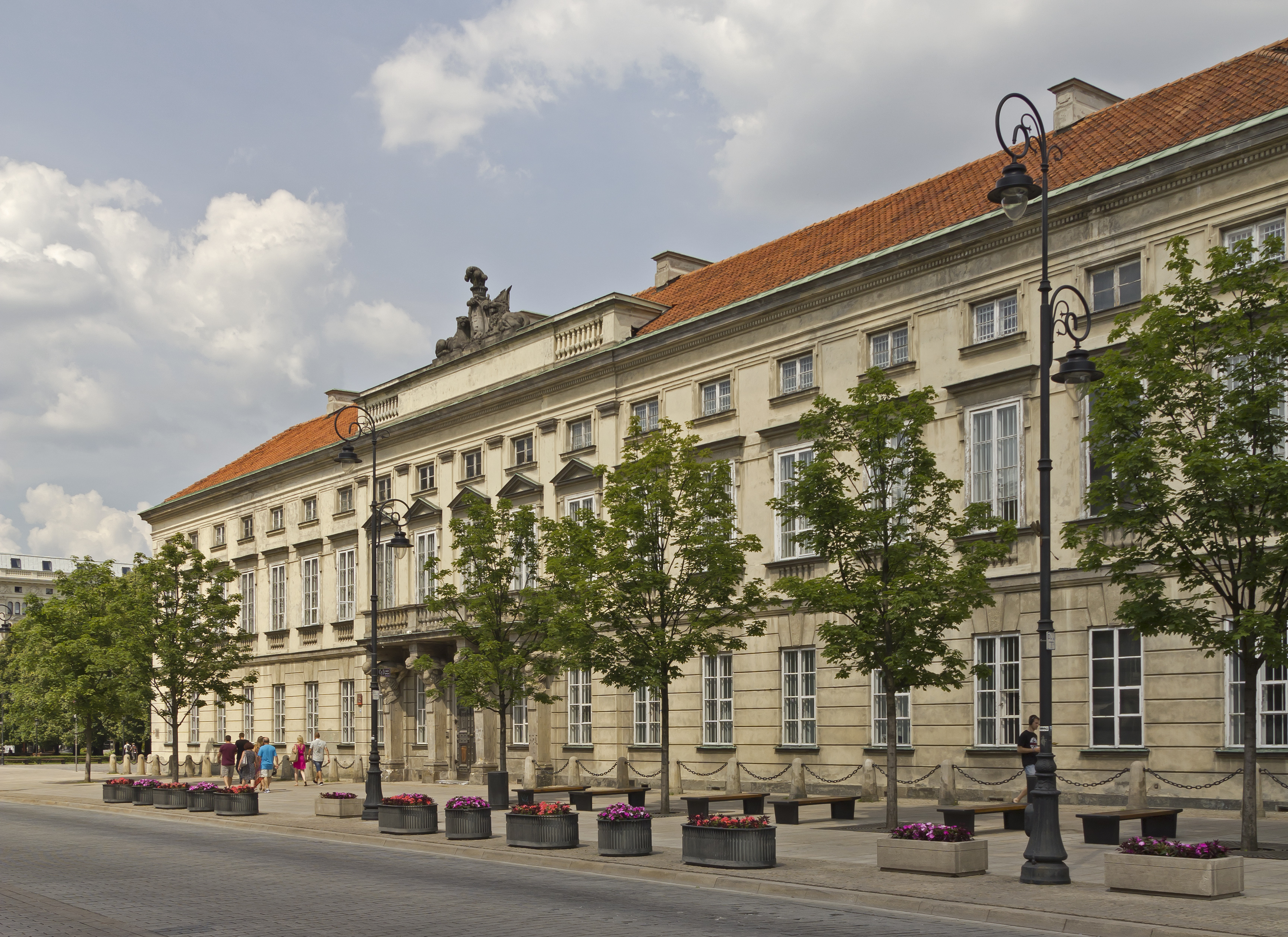
Le palais Tyszkiewicz à Varsovie.

- Le palais Tyskiewicz de Varsovie (pl) (siège de l'Académie polonaise de littérature jusqu'en 1939).
- Le château Tyszkiewicz, à Palanga (en polonais : Połąga) en Lituanie.
- Le château d’Astravas (en), en Lituanie.
- Le château Tyszkiewicz à Kretinga (en polonais : Kretynga, en allemand : Krottingen) en Lituanie.

## Personnalités

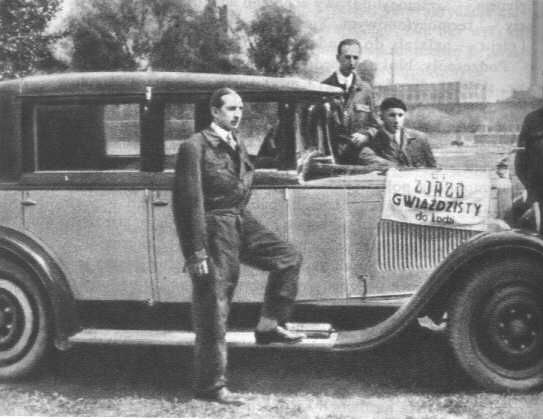
Le fondateur des automobiles Stetysz,, vers 1926.

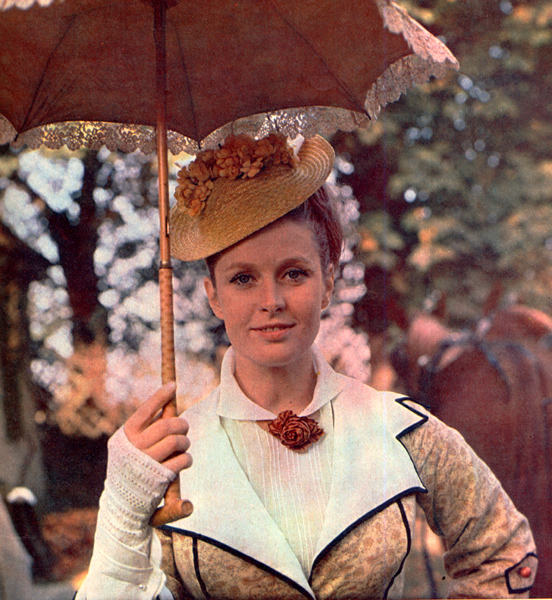
L’actrice Beata Tyszkiewicz en 1967.

- Louis (Ludwik) Tyszkiewicz, hetman et trésorier du grand-duché de Lituanie.
- Eustache Tyszkiewicz (pl) (1814-1874), archéologue polonais.
- Le comte Michel Tyszkiewicz (1828-1897), collectionneur d'antiquités, fondateur d'un musée privé à Rome, donateur au musée du Louvre.
- Stefan Tyszkiewicz (en) (1894-1976), ancien de Sciences Po Paris (1921-1923), inventeur et fondateur des automobiles Stetysz à Boulogne-Billancourt en 1924[1].
- Jean Tyszkiewicz, abbé de l'abbaye Notre-Dame d'Aiguebelle (dans la Drôme, France), de 1977 à 1983.
- Beata Tyszkiewicz (née en 1938), actrice polonaise, dont la carrière s’est étendue sur plus de quatre décennies, des années 1960 aux années 2000, brièvement épouse du réalisateur polonais Andrzej Wajda (de 1967 à 1969).

## Galerie
Palais et châteaux de la famille Tyszkiewicz
|                             |  |                    |  |                                                                    |  |
| Le château d’Astravas (en). |  | Le palais Palanga. |  | Tyszkiewicz (Tiškevičiai), le palais au bord du lac Galvė, Trakai. |  |

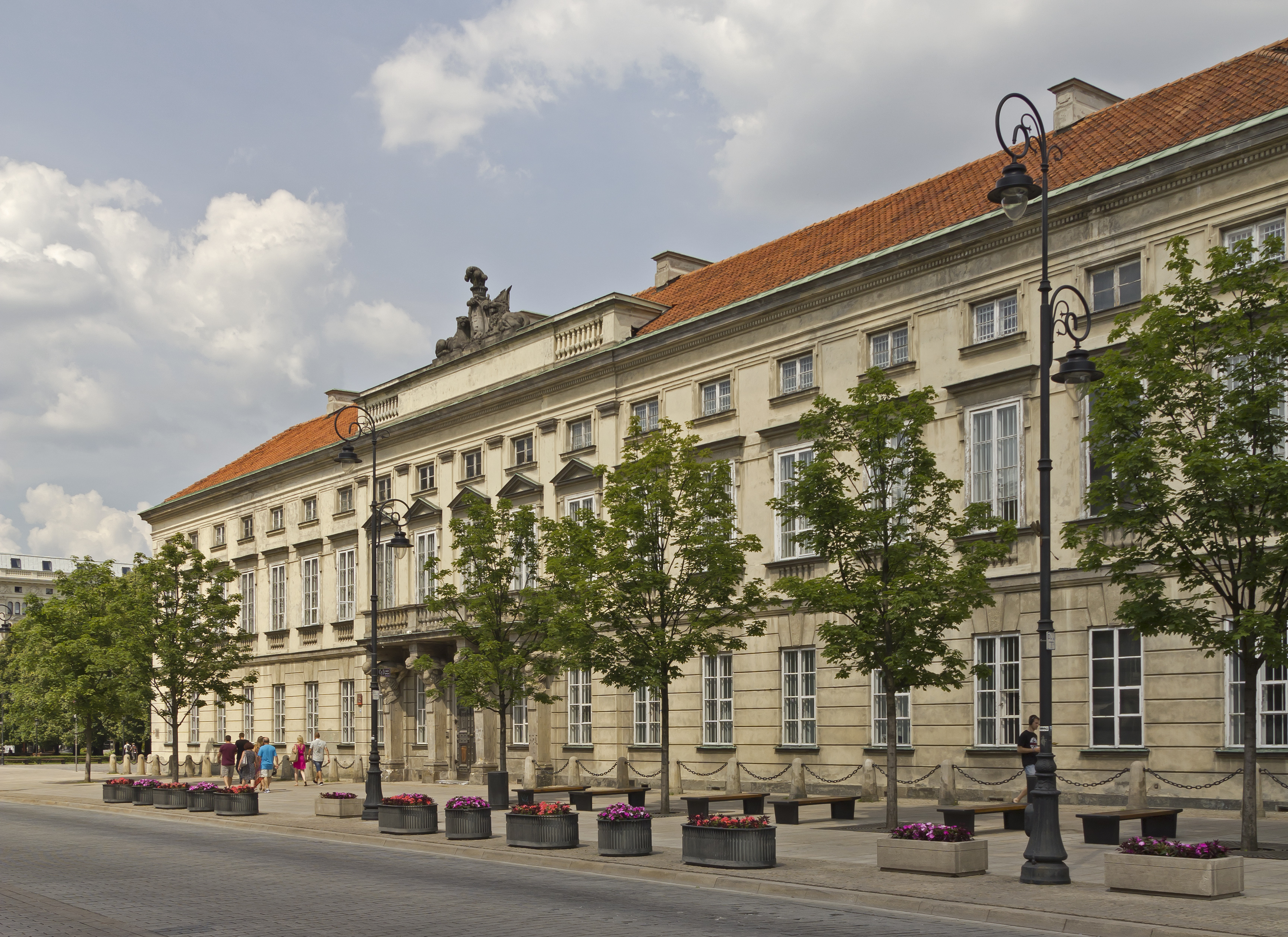
Le palais à Varsovie.
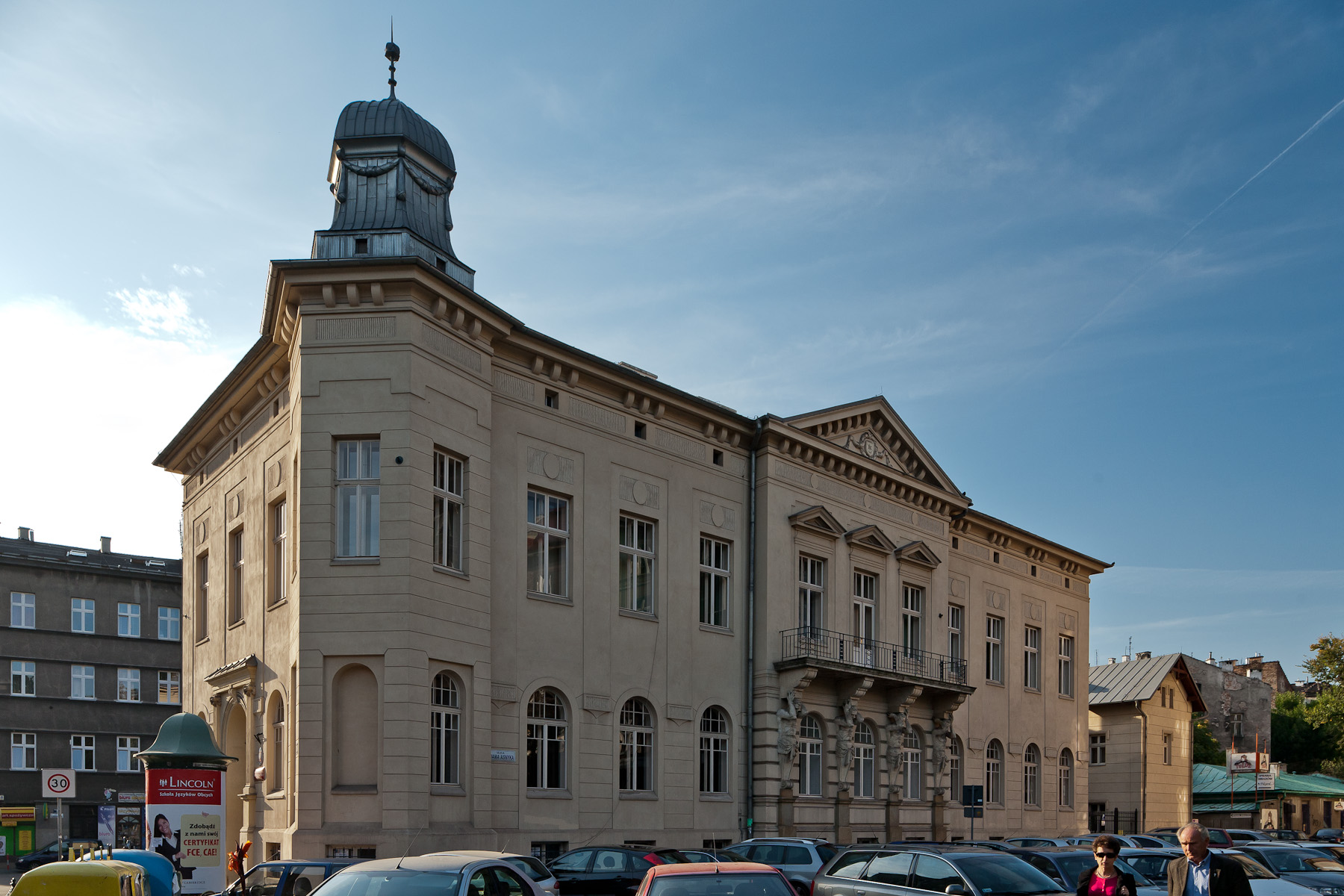
Le palais à Cracovie.
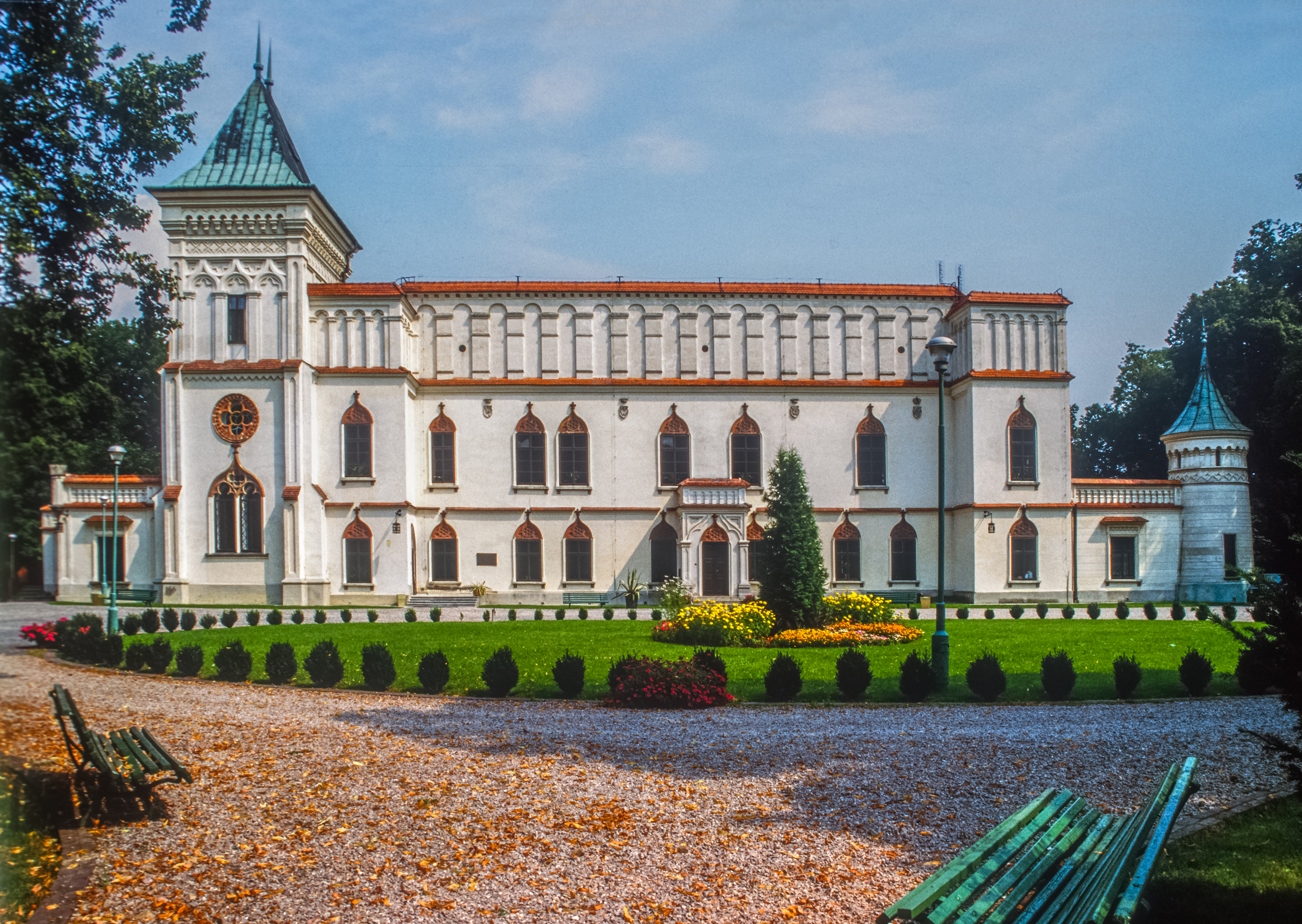
Le palais à Przecław.
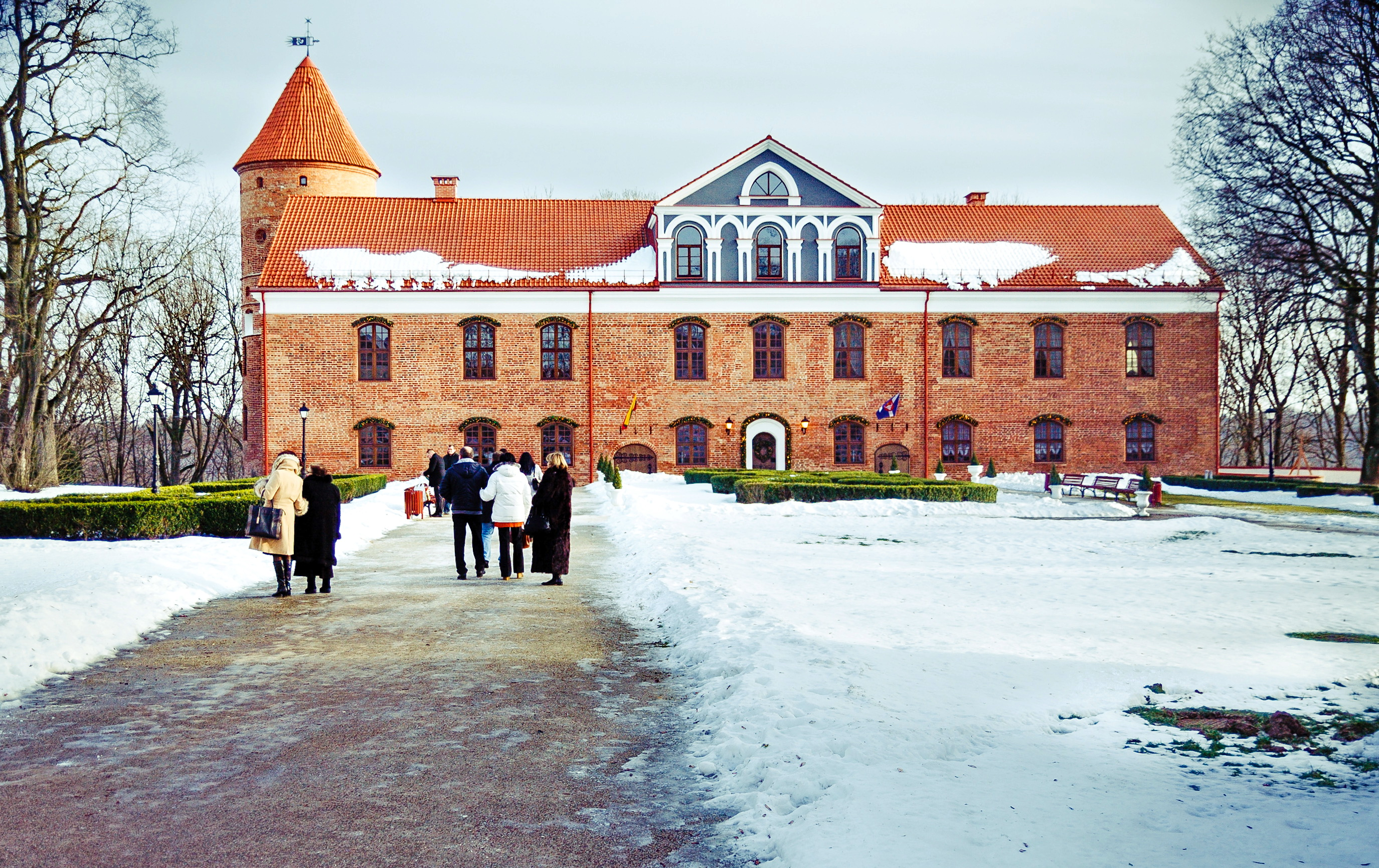
Le « Manoir rouge » de Raudondvaris.
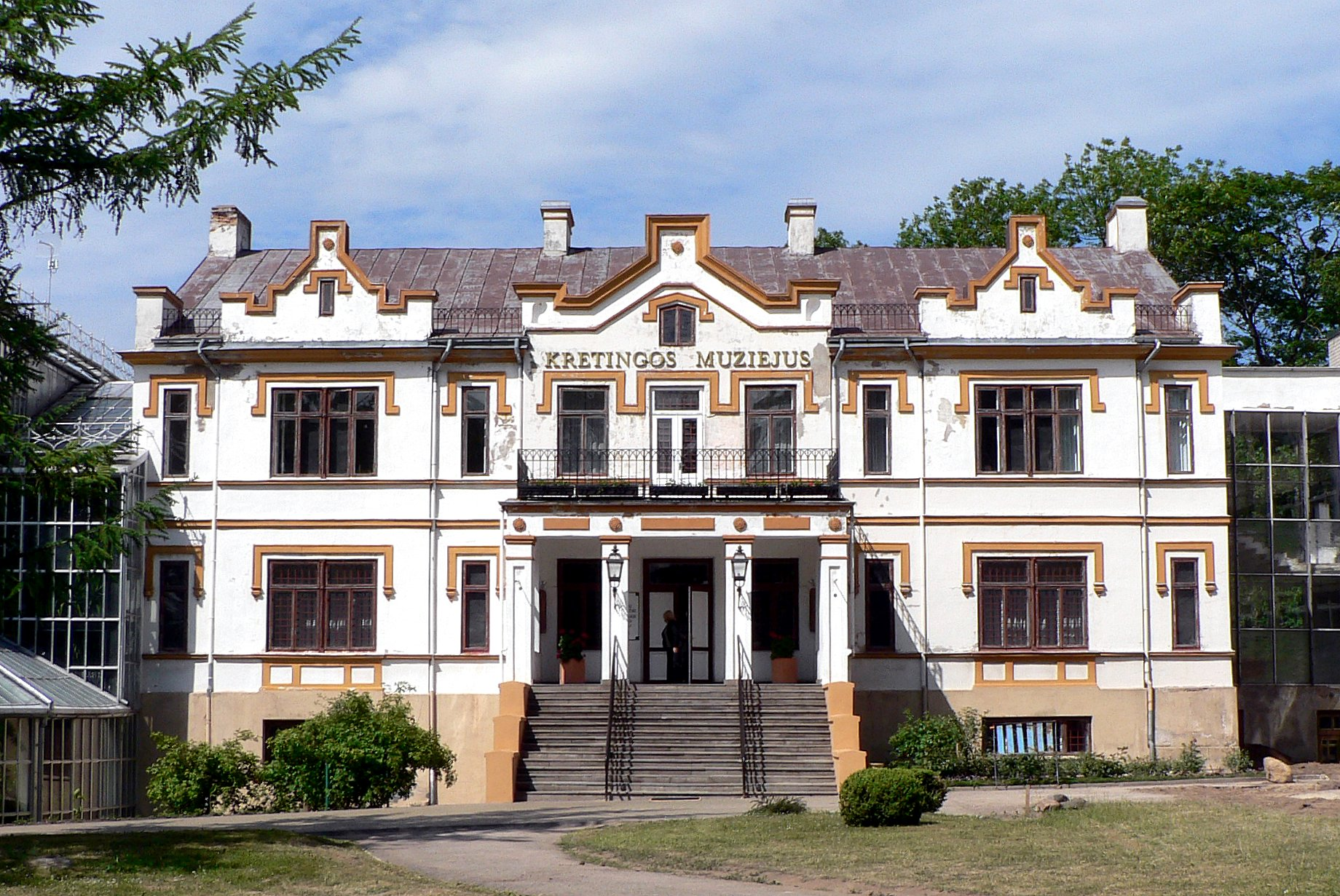
Le palais à Kretinga.
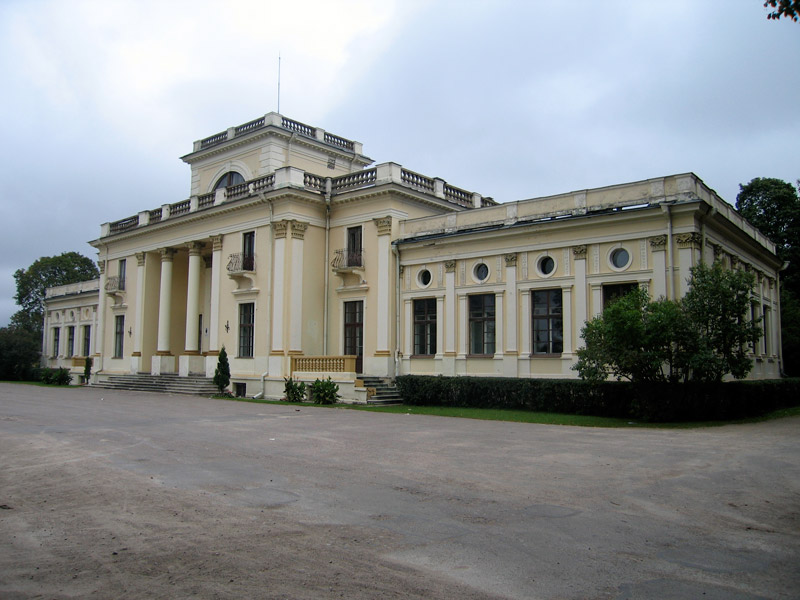
Le palais à Trakų Vokė.
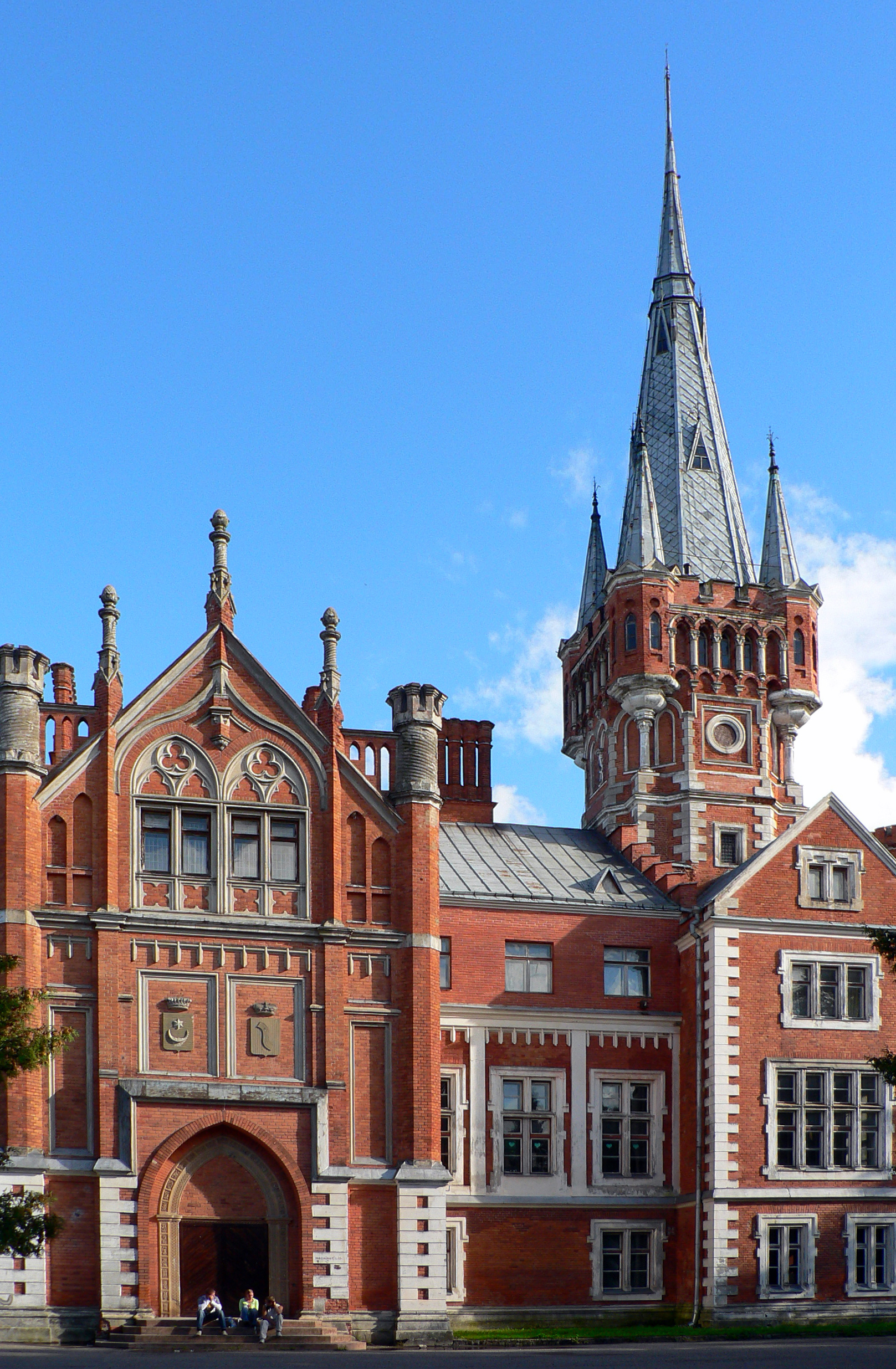
Le palais à Lentvaris (Landwarow).
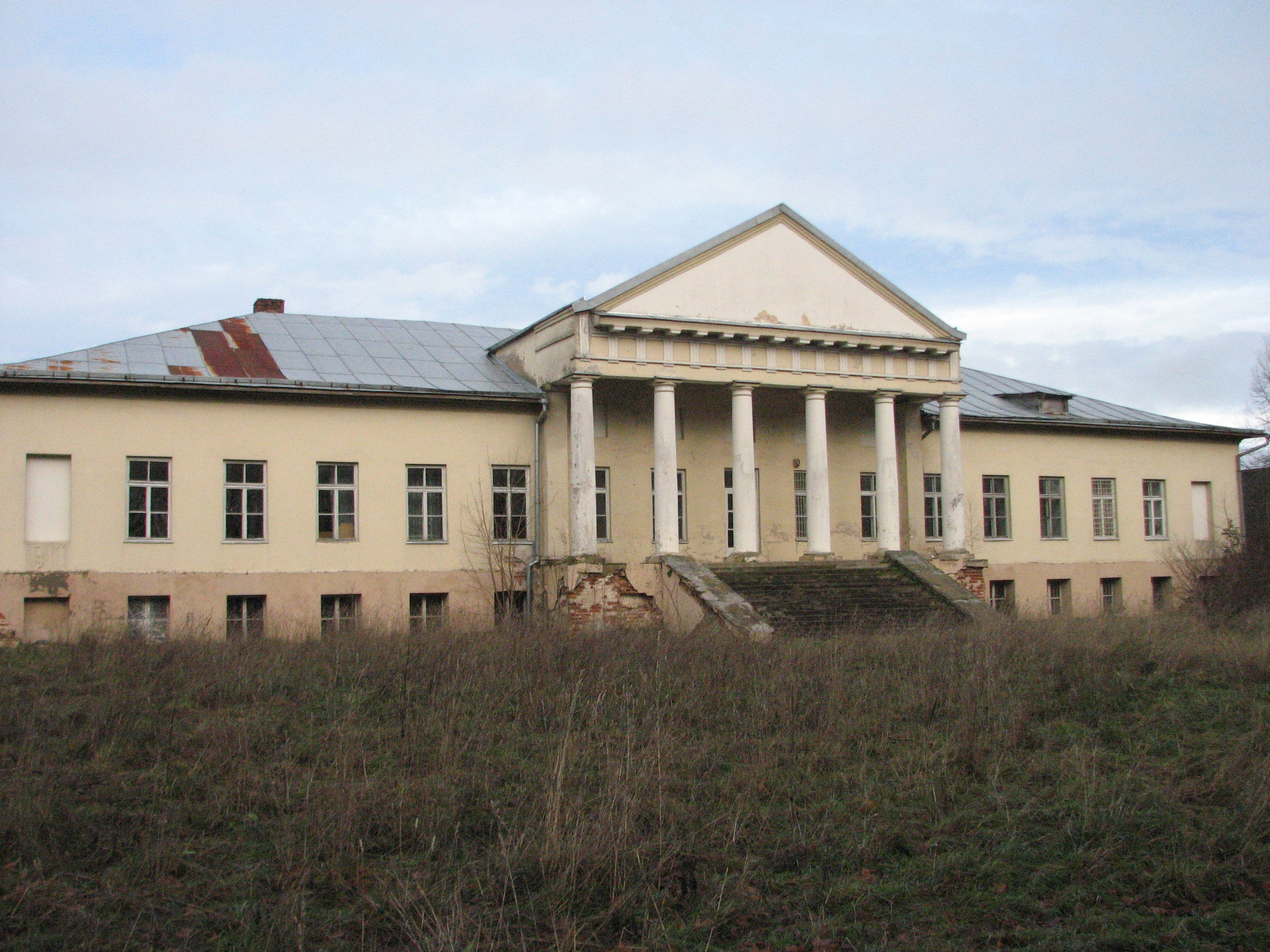
Le château d'Arnionys.
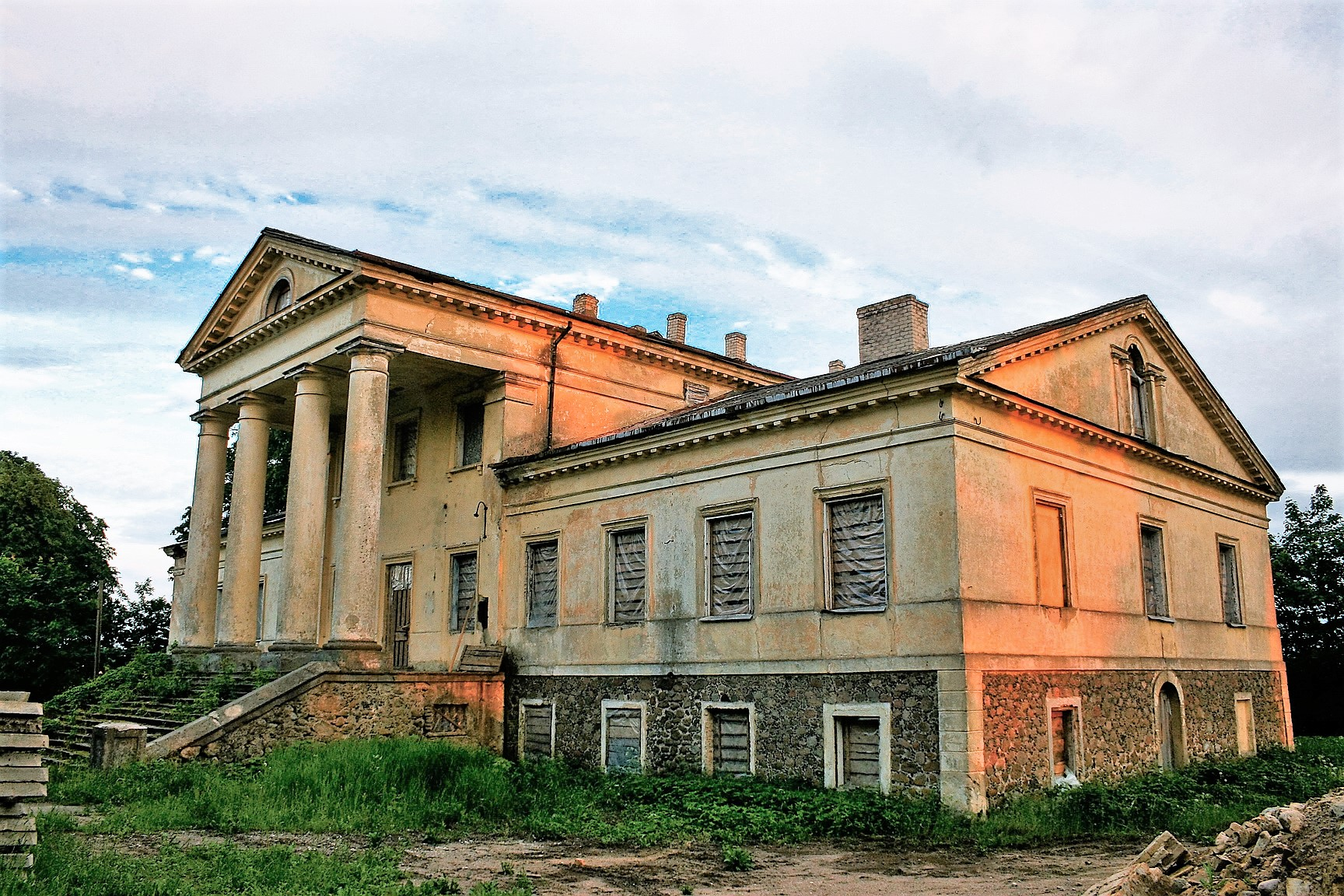
Le château de Nemezis.
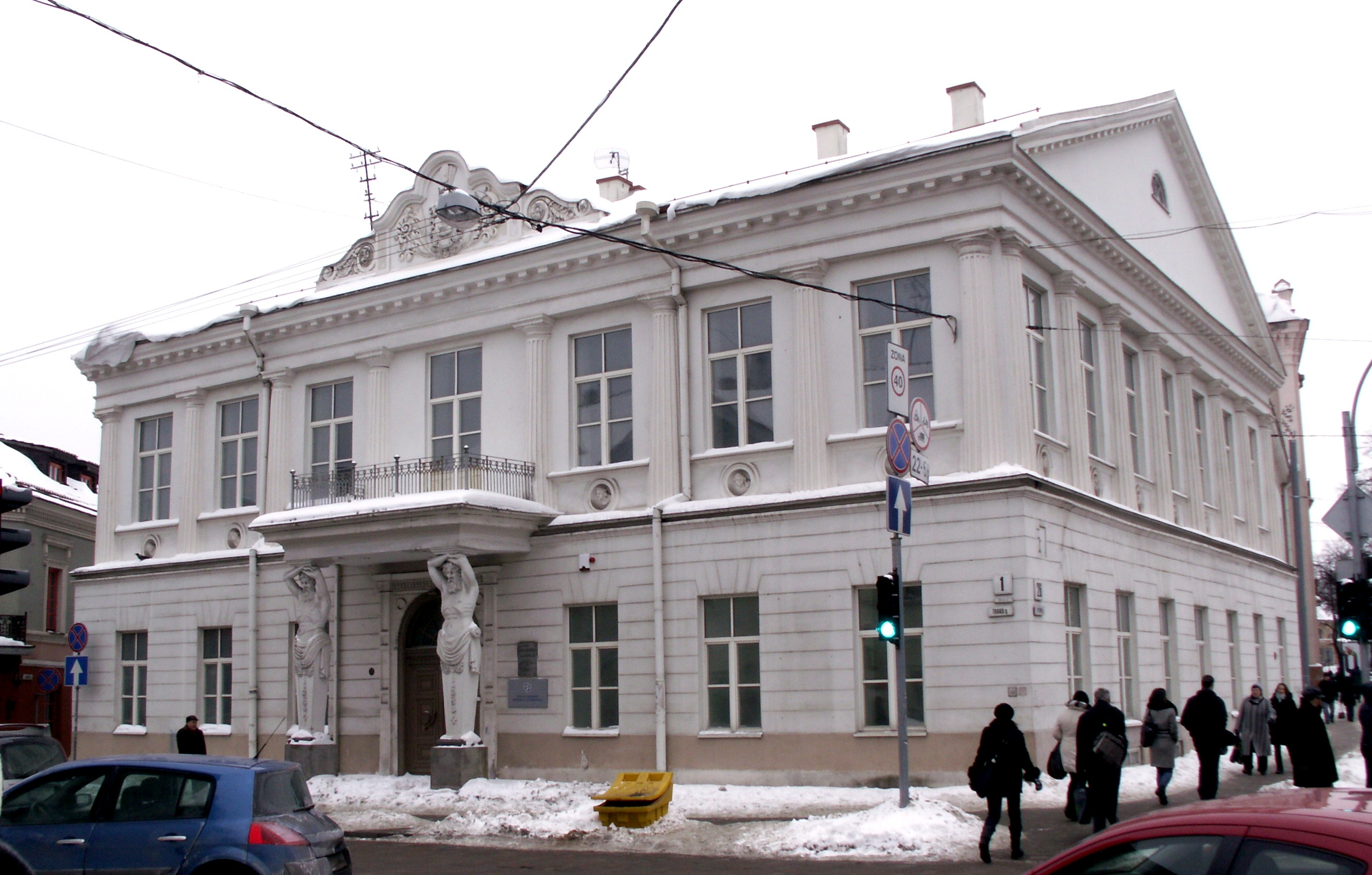
Le palais Tiškevičiai à Vilnius.
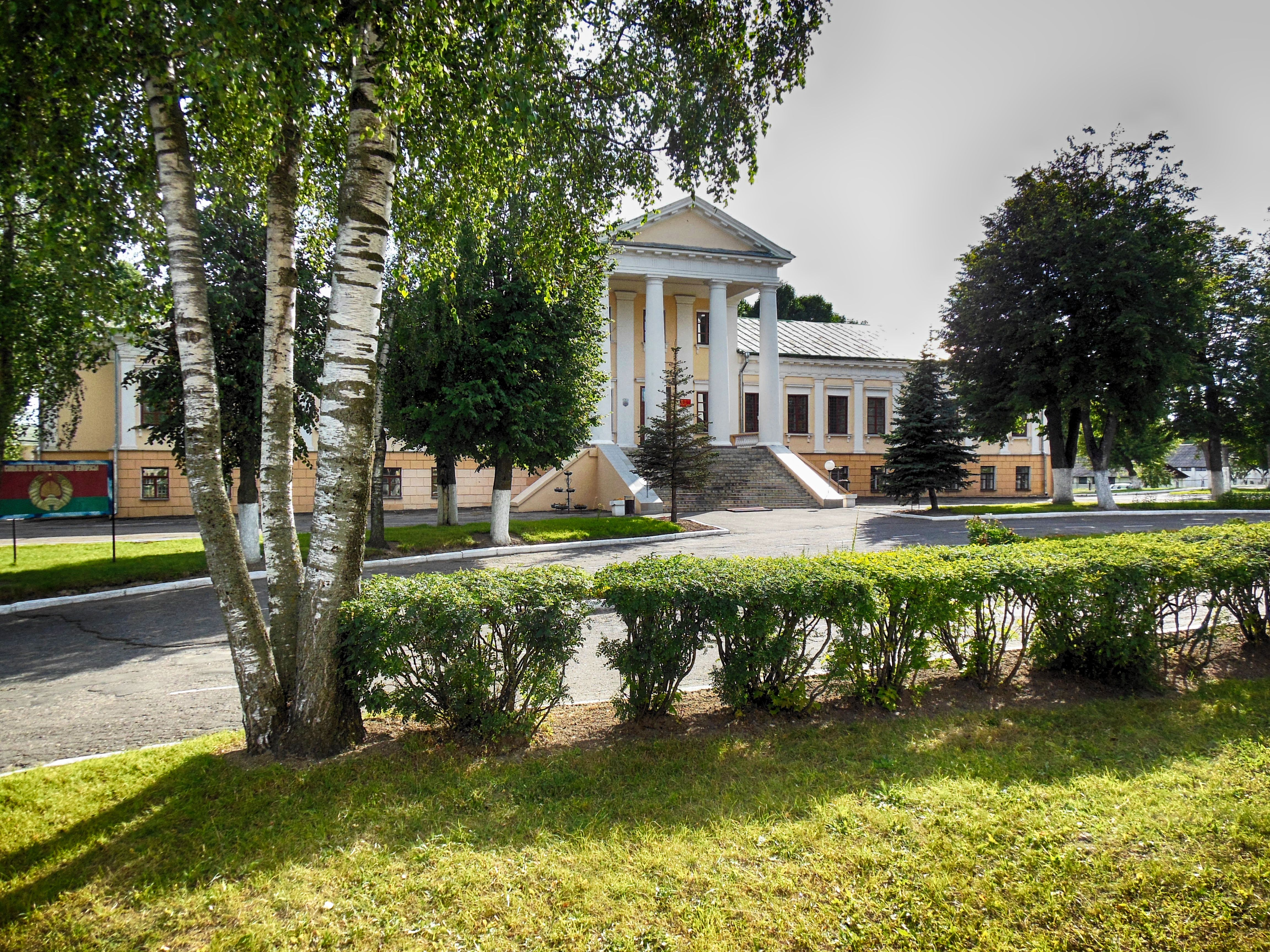
Le palais à Valojyn.
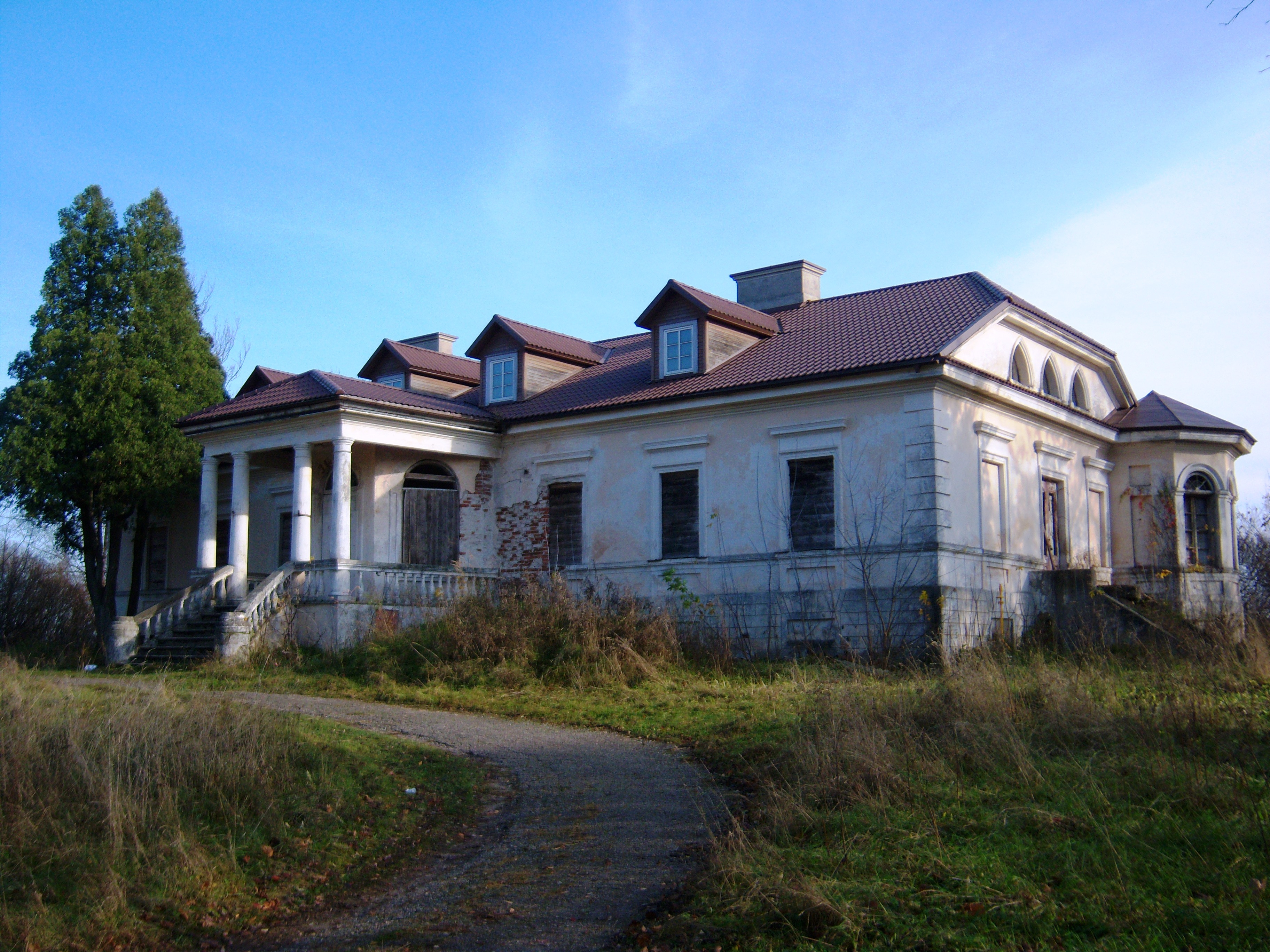
Le château de Leonpolis.
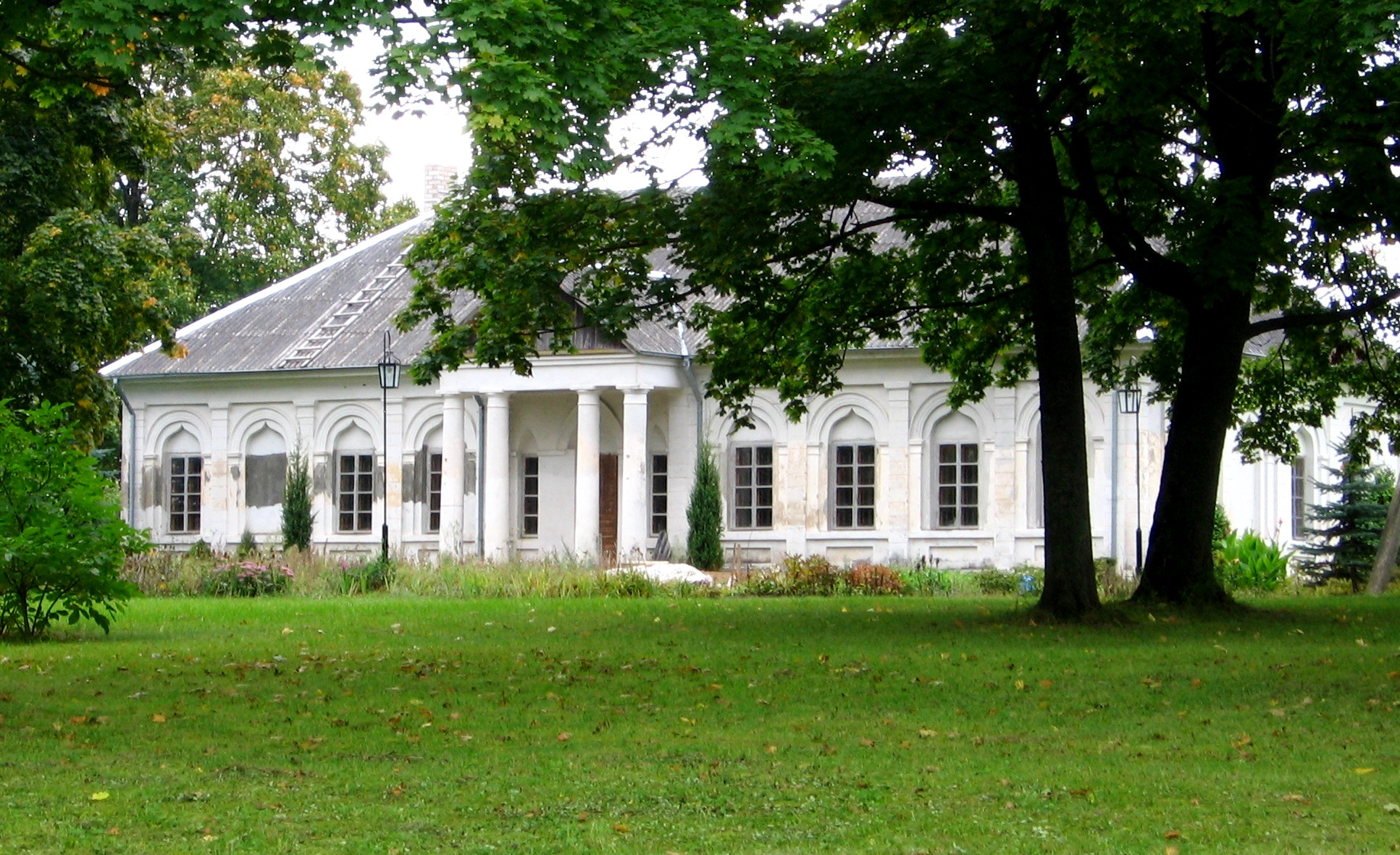
Le château de Žiežmariai.
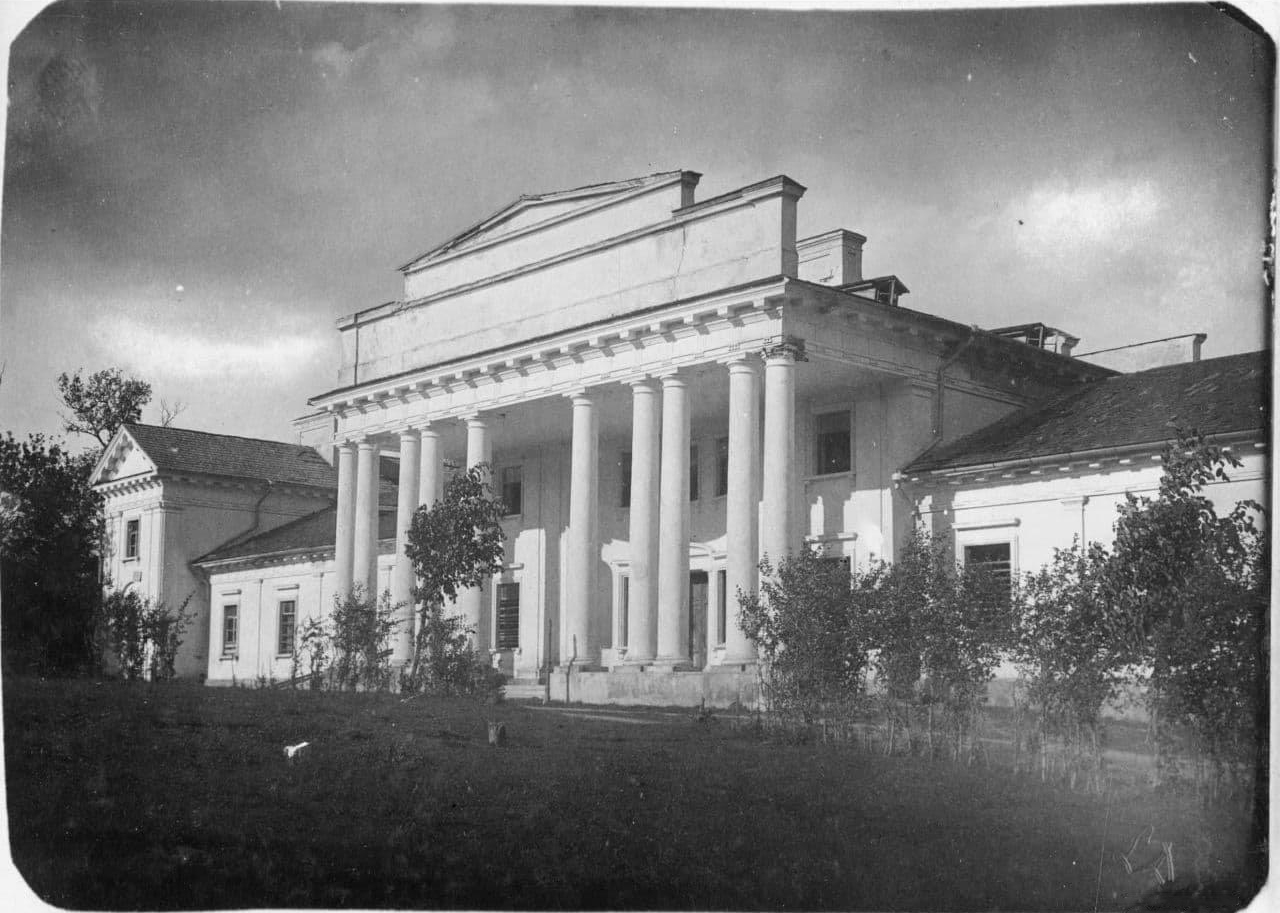
Le palais à Lohojsk (en ruines).
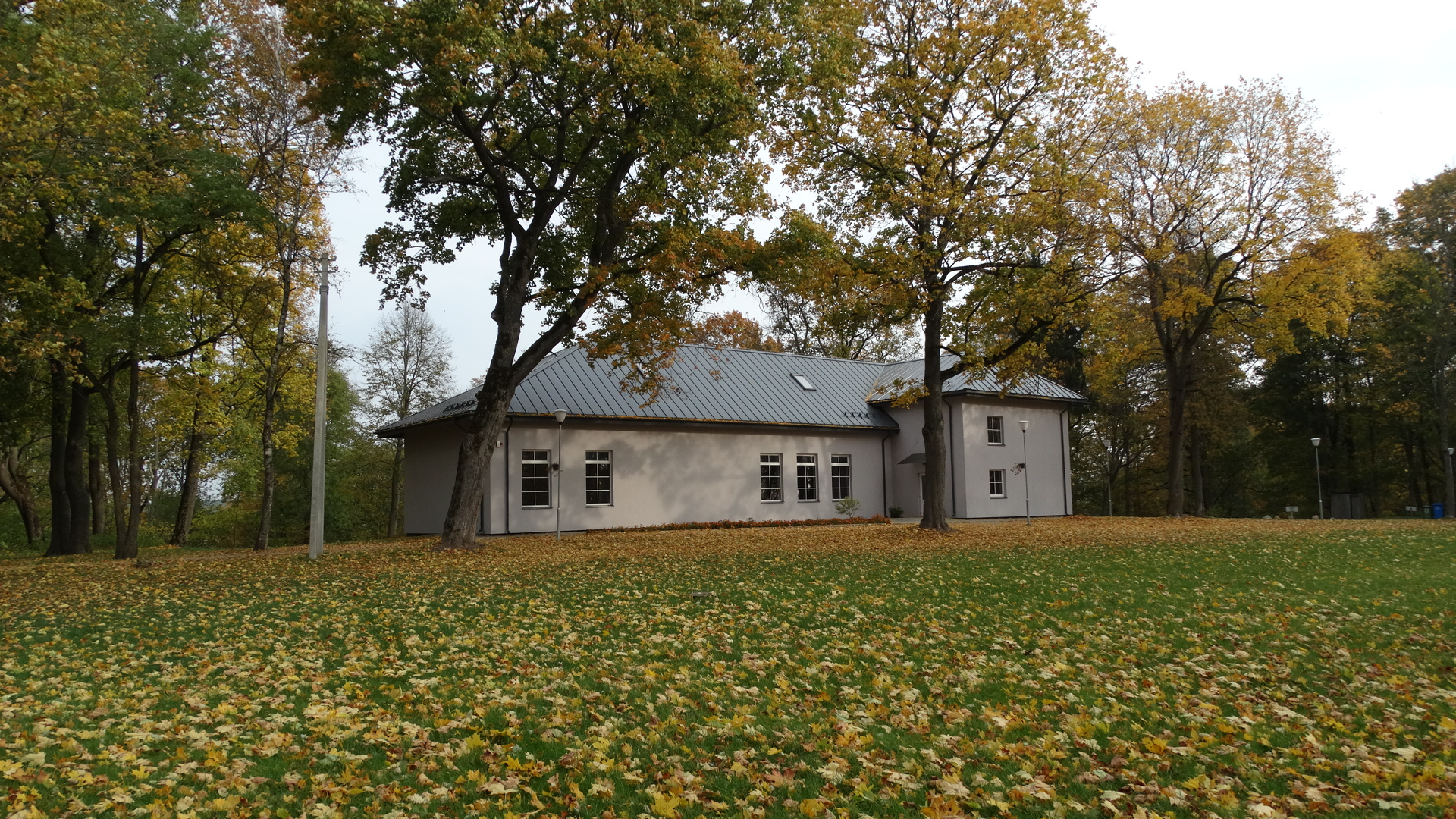
Le château de Balbieriškis, (détruit).
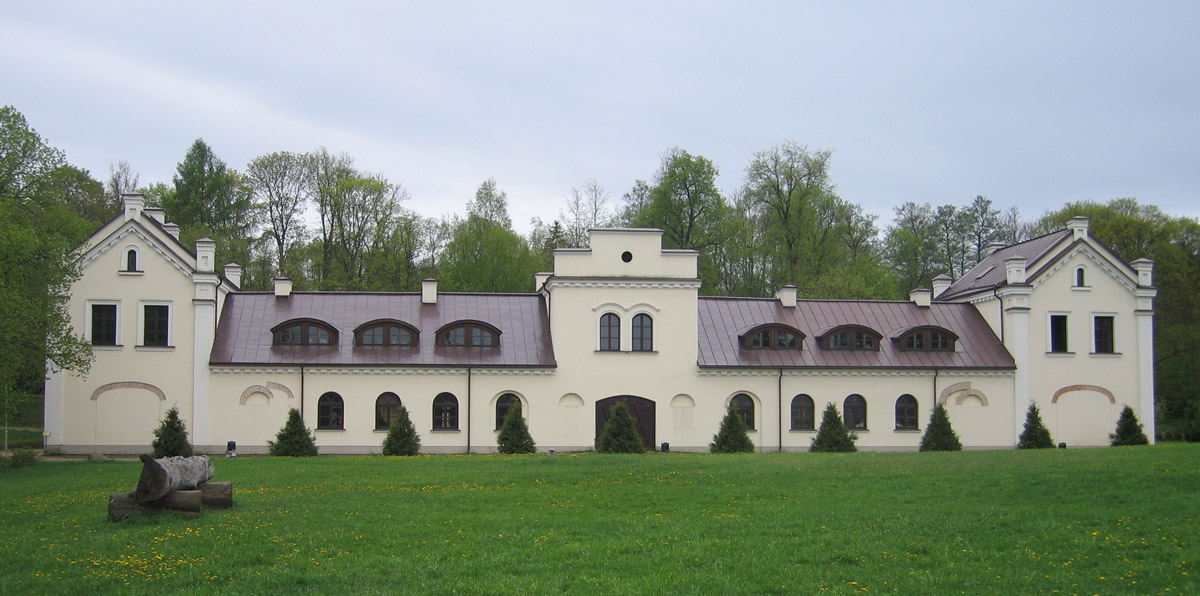
Les étables du château de Kojrany, Vilnius (détruites).
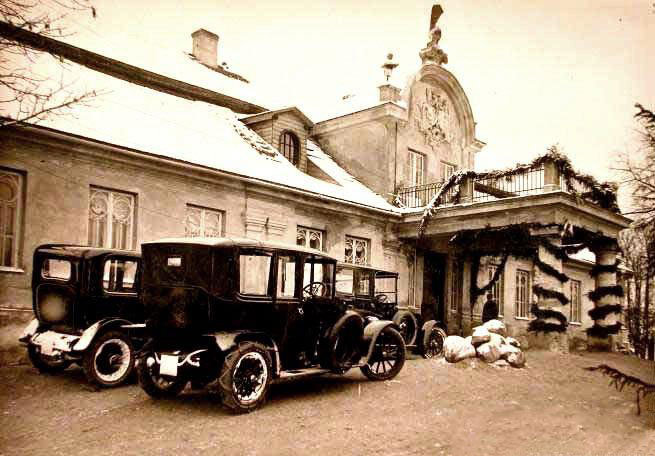
Le palais à Duniłowicze (détruit).